# Звездно момиче
„Звездно момиче“ (на английски: Stargirl) е американска джубокс музикална романтична драма от 2020 г., базиран на едноименния роман, написан от Джери Спинели. Филмът е режисиран от Джулия Харт, продуциран от Кристин Хан, Елън Голдсмит-Вейн, Лий Столман и Джордан Хоровиц, по сценарий на Кристин Хан, Джулия Харт и Джордан Хоровиц, във филма участват Грейс Вандервол и Греъм Верчере. Филмът е пуснат на 13 март 2020 г. по Дисни+. Филмът получи най-повече позитивни отзиви от критиците, които похвалиха режисурата на Харт и носталичния тон.